# 아시안 하이웨이 60호선
아시안 하이웨이 60호선(AH60)은 러시아 옴스크주 옴스크에서 출발, 카자흐스탄 잠빌주 부루바이탈까지 이어주는 총 연장 2,105 km의 거리를 가진 국제 간선 도로망이다. 그 중에서 177 km의 구간은 러시아가, 나머지 1,928 km는 카자흐스탄을 거치는 것으로 보인다.

## 주요 경유지

### 러시아
- A320 연방도로 : 옴스크 - 체르락(영어판) : 177 km (해당 경로는 유럽 고속도로 127호선과 병용된다)

### 카자흐스탄
- M38 간선도로 : 프나티슈스코예 - 조지프카 : 679 km
- A350 간선도로 : 조지프카 - 알마티 : 933 km
- M36 간선도로 : 316 km[1]

## 분기점
러시아
- : 옴스크

카자흐스탄
- : 파블로다르
- : 타스케스켄
- : 우샤랄
- : 알마티
- : 부루바이탈

## 같이 보기
- 아시안 하이웨이 6호선
- 아시안 하이웨이 7호선
- 아시안 하이웨이